# Nikon-Messsucherkameras

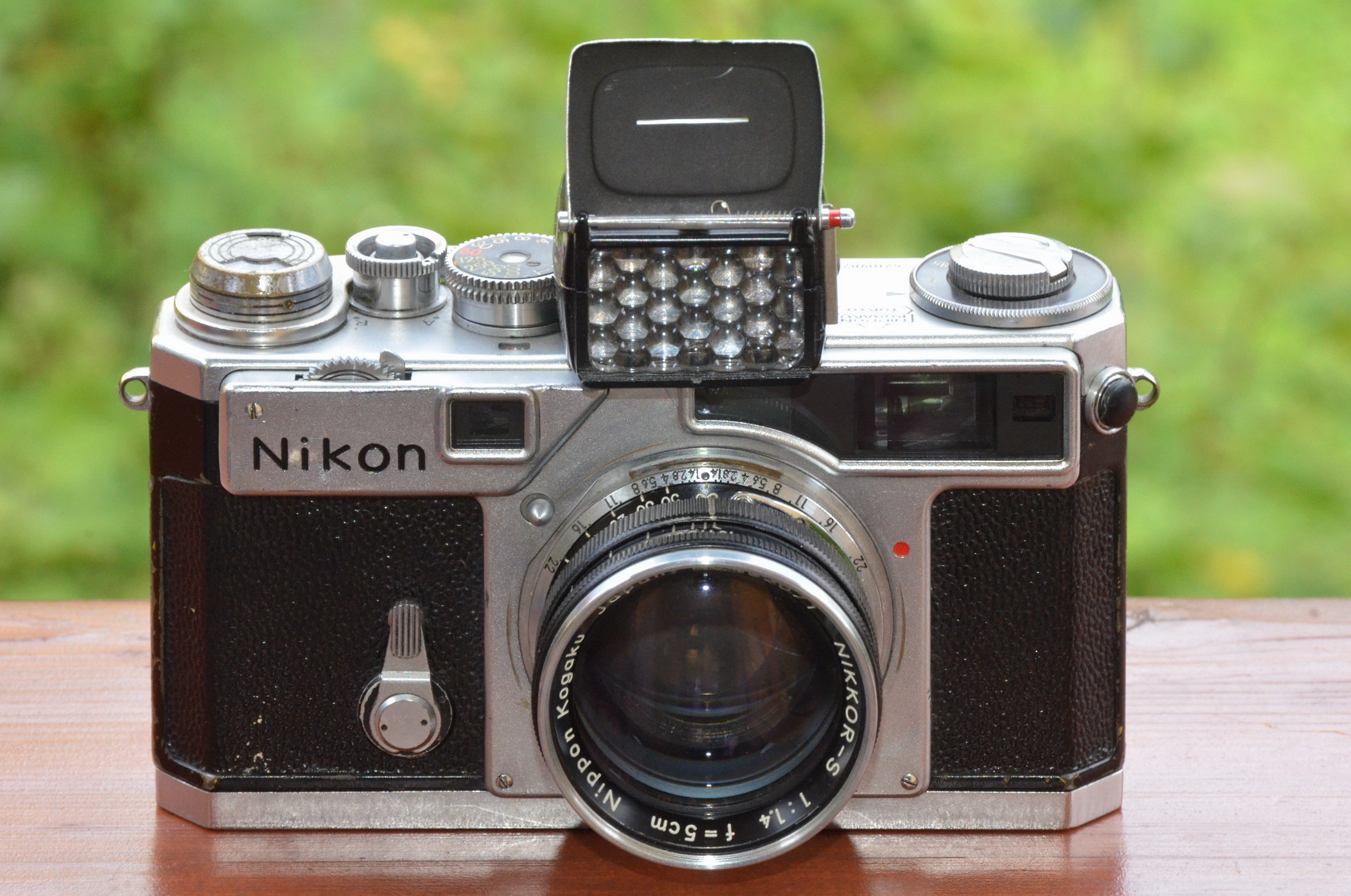
Nikon SP chrom mit Belichtungsmesser und NIKKOR-S 1:1,4 f=5cm

Unter dem Markennamen Nikon wurden ab 1948 Messsucherkameras angeboten, die zunächst der deutschen Contax nachempfunden waren, aber schon bald wesentliche Neuerungen brachten.

## Überblick
Nachdem das japanische optische Unternehmen Nippon Kōgaku Tōkyō K.K bereits ab 1936 Objektive unter der Bezeichnung Nikkor für die Messsucherkamera „Hansa Canon“ geliefert hatte, wurde ab 1945 die Konstruktion einer eigenen Messsucherkamera mit zugehörigem System in Angriff genommen. Bereits 1946 wurden Prototypen gebaut. Das äußere Erscheinungsbild sowie Entfernungsmesser und das Objektivbajonett wurden den Contax-Messsucherkameras nachempfunden, der Verschluss dem der Leica-Kameras. Aufgrund von Änderungen an der Kupplung zwischen Entfernungsmesser und Objektiv sind die Systeme von Contax und Nikon jedoch trotz des identischen Bajonetts nicht voll kompatibel. Bei Brennweiten bis 35 mm liegen die Differenzen zwischen beiden Systemen aber noch innerhalb der Toleranz. 
Das Messsucherkamerasystem wurde von Nikon vom Erscheinen der Nikon I 1948 bis zur Einstellung der Nikon SP 1965 gepflegt. Das System umfasste neben den Kameras und Motorantrieben Objektive mit Brennweiten von 21 bis 1000 mm, Spiegelkästen für Objektive ab 180 mm (womit die Messsucherkameras praktisch zu Spiegelreflexkameras wurden) und Nahaufnahmezubehör.
Die in limitierter Stückzahl vorrangig für Sammler gefertigten Neuauflagen der Nikon S3 und SP begründeten keinen Neubeginn des Messsuchersystems. Dies gilt ebenso für die von 2002 bis 2005 von Cosina hergestellte und unter dem Markennamen Voigtländer angebotene Bessa R2S.

## Die Kameras

### Nikon I
Die Nikon I war die erste serienmäßig gefertigte Kleinbildkamera der Nippon Kōgaku Tōkyō K.K, mit ihr wurde erstmals der Name „Nikon“ verwendet. Ungewöhnlich war das Bildformat 24 × 32 mm, womit auf einen Kleinbildfilm normaler Länge 40 Aufnahmen passten. Die Nikon I hatte einen Tuchverschluss, der Filmtransport erfolgte über einen Drehknopf. Von der Nikon I wurde von März 1948 bis August 1949 insgesamt 738 Kameras gebaut, von denen jedoch ca. 230 noch vor der Auslieferung zu Nikon M umgebaut wurden.

### Nikon M

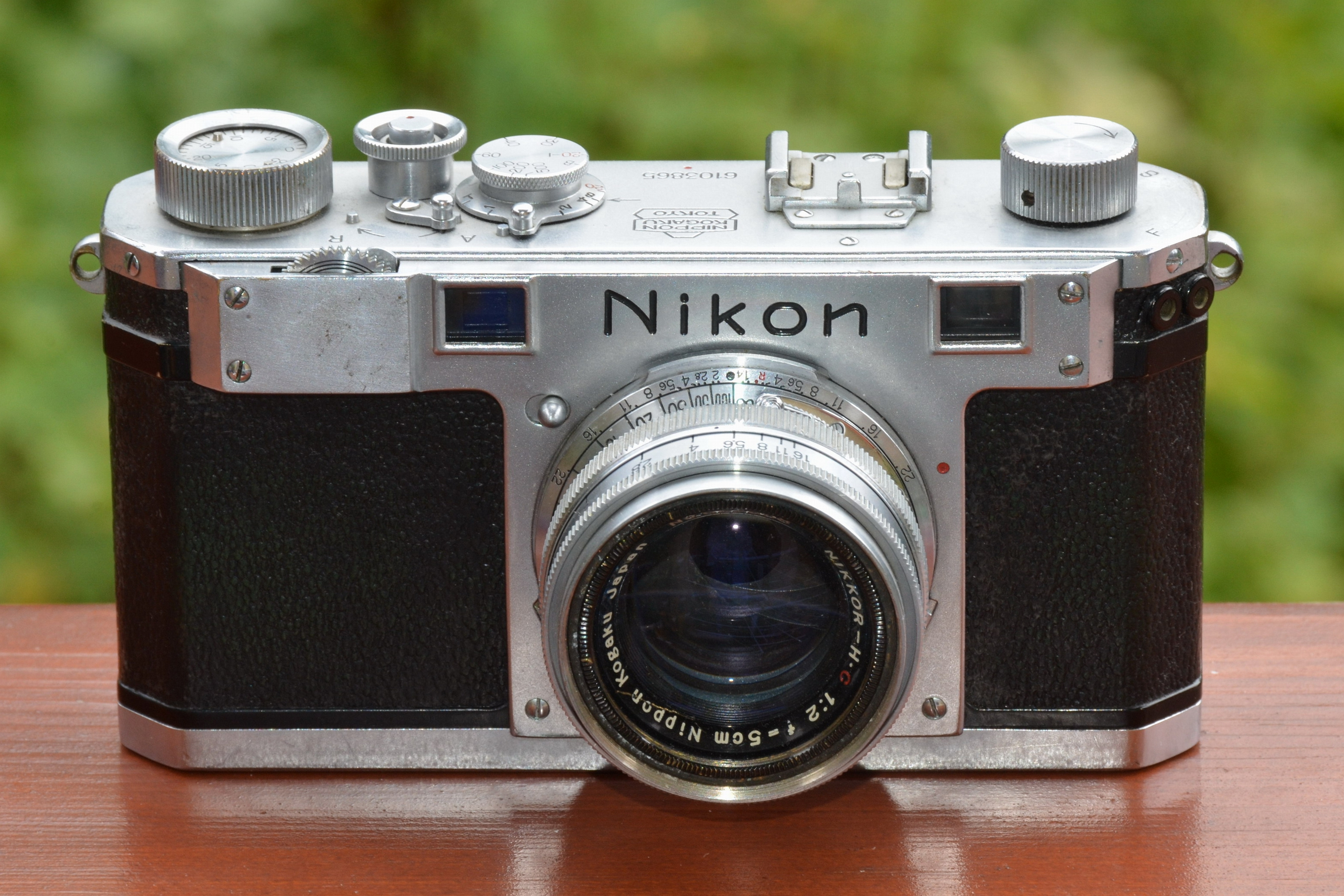
Nikon S mit Objektiv NIKKOR H.C 1:2 f=5cm

Da das exotische Bildformat der Nikon I dem Absatz hinderlich war, wurde es für die Nikon M auf das „Kompromissformat“ 24 × 34 mm abgeändert. Die einzige weitere Neuerung war die eingebaute Filmspulenrolle. 1643 Nikon M wurden von August 1949 bis November 1950 hergestellt.

### Nikon S
Ab Dezember 1950 gab es erneut Änderungen: Blitzsynchronisation, Andruckschienen im Sucherschuh und ein höherer Rückspuldrehknopf. Die Nikon S wurde als erste Nikon offiziell exportiert, 36724 Nikon S wurden bis Januar 1955 gebaut. Die ersten 1597 Stück trugen noch die bei späteren Exemplaren fehlende Gravierung „M“ der Nikon M vor der Gravierung, entsprachen aber sonst der Nikon S.

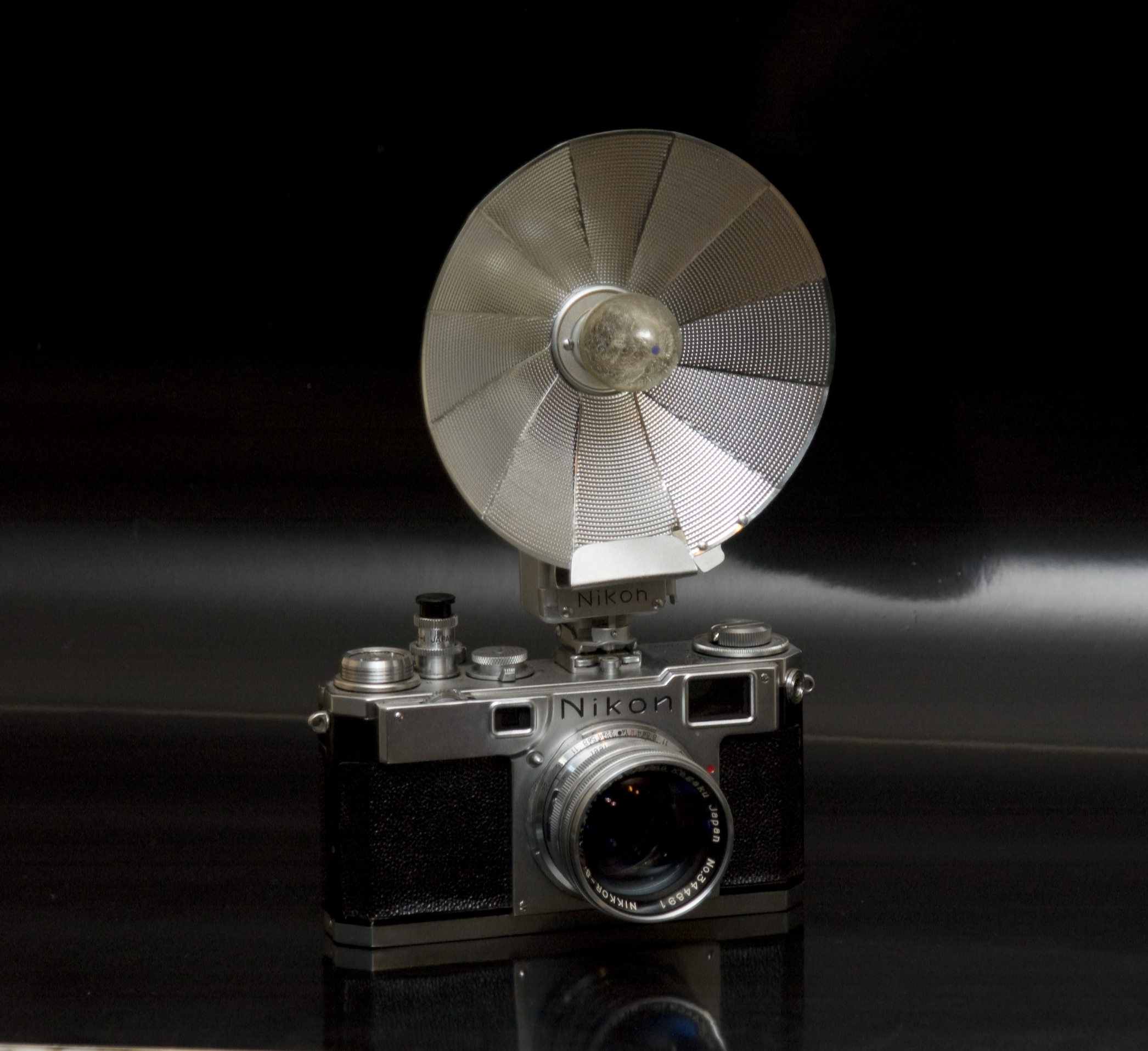
Nikon S2 mit Nikon-Blitzgerät BC-5

### Nikon S2 „chrome dial“
Im Dezember 1954 erschien mit der Nikon S2 eine grundlegend veränderte Version der Nikon S. Das Aufnahmeformat wurde an das übliche Kleinbildformat 24 × 36 mm angepasst, die Nikon S2 erhielt einen Schnellschalthebel, einen verbesserten Sucher und ein größeres Messsucherfenster. Die Verschlusszeiten wurden der üblichen Skala angepasst und bis 1/1000 s erweitert. Das Gewicht verringerte sich gegenüber der Nikon S von 630 g auf 510 g, die Belederung wurde durch einen schwarzen Kunststoffbezug ersetzt. Die S2 war die erste Nikon, die serienmäßig neben der verchromten Ausführung auch mit schwarzer Lackierung angeboten wurde. Die Stückzahl der Nikon S2 „chrome dial“ war mit 41715 die höchste aller Nikon-Messsucherkameras.

### Nikon S2 „black dial“
1957 wurde die S2 äußerlich überarbeitet: Verschlusszeitenrad, Filmlängenanzeige und Entfernungsskala sind jetzt schwarz mit weißer Beschriftung. Bei den schwarz lackierten Exemplaren betraf die Änderung nur die Entfernungsskala, da bei diesen Filmlängenanzeige und Verschlusszeitenrad bereits in der ersten Version schwarz waren. Trotzdem hat sich die Bezeichnung „black dial“ für die zweite Version eingebürgert. Die Produktion endete im März 1958 nach 15000 Stück. Als Prototyp wurde 1957 die Version S2E mit Motoranschluss vorgestellt.

### Nikon SP

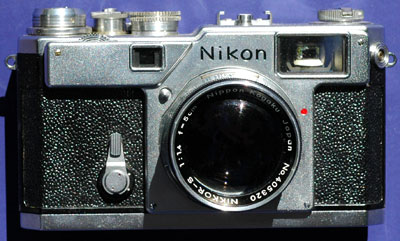
Nikon S3

Ab September 1957 wurde das Spitzenmodell der Nikon-Messsucherkameras ausgeliefert, zunächst noch parallel zur Nikon S2. Die bedeutendste Aufwertung erfuhr der Messsucher, bei dem für die Brennweiten 50, 85, 105 und 135 mm Leuchtrahmen eingespiegelt werden können, zusätzlich ist ein integrierter Weitwinkelsucher für 28 und 35 mm vorhanden. Außerdem sind jetzt auch die längeren Verschlusszeiten über das Verschlusszeitenrad anwählbar, das Bildzählwerk wurde neu gestaltet, ein Selbstauslöser kam hinzu. Der im Prototyp S2E erprobte Motoranschluss wurde bei der SP zum Standard, hierfür stand der Kameramotor S-36 mit einer Geschwindigkeit von 3 Bildern je Sekunde zur Verfügung. Nach Einführung der Spiegelreflexkamera Nikon F wurde deren Verschluss aus Titanfolie für die weitere Produktion der Nikon SP übernommen. Die Weiterentwicklung der Nikon SP mit eingebautem Belichtungsmesser war geplant, unterblieb aber aufgrund des Erfolgs der Nikon F. Die Nikon SP wurde in chrom und schwarz in insgesamt 22.348 Exemplaren bis Juni 1965 gebaut und dann als letzte Nikon-Messsucherkamera aus dem Verkauf genommen.

### Nikon S3
Die ab März 1958 gebaute Nikon S3 ist eine weniger aufwändige Variante der Nikon SP und der eigentliche Nachfolger der Nikon S2. Die Einspiegelung von Leuchtrahmen in den Sucher und der Weitwinkelsucher der Nikon SP wurden durch feste Markierungen für 35, 50 und 105 mm ersetzt. Alle anderen Merkmale der Nikon SP einschließlich des Motoranschlusses wurden übernommen. Die Nikon S3 wurde bis März 1961 ebenfalls in verchromter und schwarzer Ausführung gebaut und erreichte eine Stückzahl von etwa 12310 Exemplaren. Auch bei der Nikon S3 wurde während der Produktion der Tuchverschluss durch einen Titanfolienverschluss ersetzt.

### Nikon S4
Von März 1959 bis Juli 1960 wurde die Nikon S4 als stark vereinfachte Version der Nikon S3 gebaut: Motoranschluss, Selbstauslöser und die Suchermarkierung für 35 mm fehlen, das einfachere Bildzählwerk der Nikon S2 sowie der Tuchverschluss kamen zum Einsatz. Die solide Grundkonstruktion der Kamera blieb jedoch unverändert. Da die Nikon S4 aufgrund der sparsamen Ausstattung nicht in die USA importiert wurde, beschränkte sich der Absatz weitgehend auf den japanischen Binnenmarkt, die Stückzahl blieb mit knapp über 5900 Kameras gering.

### Nikon S3M
Ab April 1960 wurde als Spezialausführung der Nikon S3 die Halbformatkamera Nikon S3M angeboten, die auf einen Kleinbildfilm 72 Aufnahmen im Halbformat 18 × 24 mm belichten konnte. Hierfür wurde der speziell adaptierte Motor S72 angeboten. Bis zur Einstellung im April 1961 wurden lediglich 195 Exemplare gefertigt, die Nikon S3M ist damit die seltenste serienmäßig hergestellte Nikon-Kamera überhaupt.

### Nikon S3 „Olympic“
1964 erschien aus Anlass der Olympischen Sommerspiele in Tokio eine geringfügig veränderte Nachauflage der Nikon S3, die den inoffiziellen Beinamen „Olympic“ trägt. Selbstauslöser, Schnellschalthebel und Rückspulkurbel wurden von der Nikon F übernommen. Die Nikon S3 „Olympic“ wurde in einer Auflage von ca. 2000 Stück nur in schwarzer Ausführung mit Titanverschluss hergestellt.

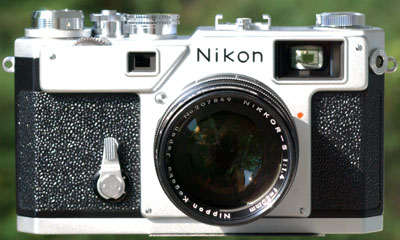
Nikon S3 2000

### Nikon S3 2000
Nachdem sich Nikon in den Folgejahren auf den Bau von Spiegelreflexkameras (später auch Kompaktkameras) konzentrierte, wurde ab 2000 die Produktion der verchromten Nikon S3 mit Tuchverschluss mit neuen Werkzeugen wieder aufgenommen. Zunächst war nur die Produktion von 2000 Stück vorrangig für Sammler vorgesehen, aufgrund umfangreicher Vorbestellungen wurde diese Stückzahl auf 8000 erhöht. Diese Stückzahl erwies sich jedoch als bei weitem bedarfsübersteigend. Im weiteren Verlauf des Jahres 2000 erschien dann eine schwarze Ausführung der Nikon S3 2000, bei der jedoch nur die angekündigte Anzahl von 2000 Exemplaren realisiert wurde. Die Nikon S3 2000 unterschied sich von der originalen S3 lediglich in einzelnen äußerlichen Details. Sie wurde mit einem optisch überarbeiteten Nikkor-S 1,4 50 mm ausgeliefert. Weder weitere Objektive noch irgendwelches sonstiges Zubehör wurden angeboten. Die Nikon S3 2000 war die einzige Nikon-Messsucherkamera, die auch in Deutschland offiziell in den Verkauf kam.

### Nikon SP Limited Edition
2005 erschien in einer limitierten Auflage von 2500 Stück eine Neuauflage der schwarzen Nikon SP mit Tuchverschluss. Auch hier wurden lediglich kosmetische Änderungen vorgenommen. Die Auslieferung erfolgte im Set mit dem Nikkor 1,8 35 mm, das gegenüber der ursprünglichen Ausführung optisch unverändert blieb und lediglich mit einer verbesserten Vergütung versehen wurde. Die Nikon SP Limited Edition wurde praktisch nur in Japan angeboten, nur wenige Exemplare wurden offiziell in die USA exportiert.